# Krzysztof Tchoń
Krzysztof Tchoń (ur. 10 maja 1951 w Tarnowie, zm. 17 kwietnia 2021) – polski profesor nauk technicznych. Specjalizował się w zagadnieniach z zakresu automatyki i robotyki, w szczególności w teorii sterowania. Od 1994 roku był członkiem Komitetu Automatyki i Robotyki PAN. Wykładał na Wydziale Elektroniki Politechniki Wrocławskiej. Od 1987 roku był kierownikiem Zakładu Podstaw Cybernetyki i Robotyki, przekształconego w roku 2014 w Katedrę Cybernetyki i Robotyki (w 2017 roku zastąpiony na tym stanowisku przez profesor Alicję Mazur). W 1987 roku wprowadził na wydziale kierunek Automatyka i Robotyka, w latach 1987-2007 pełnił funkcję jego opiekuna. Uczestnik fundowanego przez Unię Europejską projektu LIREC; współtwórca skonstruowanego w ramach projektu robota społecznego FLASH (Flexible LIREC Autonomous Social Helper). Autor ponad 160 publikacji naukowych.
Był absolwentem Politechniki Wrocławskiej (specjalność: automatyka, lata 1968-1973). Doktoryzował się 3 lata później, pisząc pracę z dziedziny teorii  systemów zatytułowaną Zdarzenie jako pojęcie pierwotne teorii systemów. Habilitację uzyskał w 1987 roku rozprawą z zakresu teorii sterowania o tytule On Generic Properties of Control Systems.